# Менаджо
Менаджо (итал. Menaggio, ломб. Menas) — итальянская коммуна на западном берегу озера Комо (прямо напротив Варенны), в 7 км от восточной оконечности озера Лугано и в 13 км от швейцарской границы. Административно относится к провинции Комо региона Ломбардия. С 1920-х гг. включает близлежащие деревни Кроче и Ловено.
В 768 г. королева Анса подарила Менаджо (где в то время имелась дозорная башня) монастырю Святой Кристины. В X веке началось укрепление поселения (от средневековой стены сохранились лишь фрагменты). В войнах Милана и Комо (XII век) жители Менаджо занимали сторону первого. В XIII веке вошёл в состав земель Висконти.
В 1516, 1521, 1523 гг. Менаджо подвергся нападениям швейцарцев из Граубюндена, которые разобрали средневековый замок. Затем, во времена испанского владычества (XVI-XVII вв.), в округе орудовали шайки бандитов. После объединения Италии (1870) на берегу озера начали строиться фешенебельные отели и виллы буржуазии.
Население составляет 3129 человек, плотность населения составляет 241 чел./км². Занимает площадь 13 км². Почтовый индекс — 22017. Телефонный код — 0344. Покровителем населённого пункта считается первомученик Стефан. Каждое лето в Менаджо проходит международный фестиваль игры на гитаре.
Основные достопримечательности — барочная церковь Св. Стефана (XVII век), вилла Гаровальо (XIX век) и вилла Вигони (XVIII—XIX вв.) с пейзажным парком, который посещал Гёте. В 1983 году последний владелец обеих вилл, Игнацио Вигони-Медичи, завещал их правительству ФРГ для организации на их базе Итало-немецкого культурного центра. 
От Менаджо до Порлеццы (что на берегу Луганского озера) тянется 10-километровая долина. С 1873 по 1939 годы эти населённые пункты были соединены узкоколейной железной дорогой.

## Города-побратимы
- Альвар, Франция
- Карапикуиба, Бразилия
- Вольпертсвенде, Германия

1. ↑  https://it-ch.topographic-map.com/map-fzxl3l/Menaggio/?zoom=19&center=46.021%2C9.23901&popup=46.02115%2C9.23901